# 双石桥站
双石桥站是一个成渝线上的铁路车站，位于重庆市永川区双石镇，建于1952年，目前为四等站，邮政编码为402193。目前客运：办理旅客乘降；不办理行李、包裹托运；货运：办理整车货物发到；不办理整车爆炸品及整车一级氧化剂发到。